# 앤디 맥아피
앤디 맥아피(Anndi McAfee, 1979년 9월 28일 ~ )는 미국의 배우, 텔레비전 배우, 성우, 영화배우이다.
로스앤젤레스에서 태어났다.

## 영화
- 공룡시대 13 (2007년)
- 공룡시대 - 시리즈 (2007년)
- 공룡시대 12 (2006년)
- 공룡시대 11 - 티라노와 아기공룡 (2004년)
- 공룡시대 10 (2003년)
- 공룡시대 9 (2002년)
- 헤이 아놀드 - 극장판 (2002년)
- 방학 대소동 - 여름방학 구출작전 (2001년) - 애슐리 A 역
- 공룡시대 7 (2000년)
- 공룡시대 6 (1998년)
- 공룡시대 - 노래집 (1997년)
- 공룡시대 5 (1997년)
- 매드맨 (1995년)
- 웬 노 원 우드 리슨 (1992년)
- 짱구는 못말려 (1992년)
- 톰과 제리 (1992년)
- 초원의 꿈 (1991년)
- 꼬마 공룡 딩크 (1989년)
- SOS 해상 구조대 (1989년)